# John Graham (1er vicomte de Dundee)
Pour les articles homonymes, voir John Graham et Graham.
John Graham de Claverhouse (1648 ? – 27 juillet 1689), 1er vicomte Dundee, est un aristocrate écossais et un officier d'armée jacobite.
Tory et membre de l'Église épiscopalienne écossaise, son personnage historique est à double face. Son implication dans les persécutions des Covenantaires, à une époque où il était responsable du maintien de l'ordre au sud-ouest de l'Écosse, après les rébellions des années 1670 et 1680, lui a valu le surnom de Bluidy Clavers (« Clavers le sanglant ») de la part des historiens presbytériens. D'autre part, la loyauté de Claverhouse au roi Jacques VII d'Écosse après la Glorieuse Révolution de 1688, et son rôle de général dans l'armée écossaise, qu'il a menée à la victoire lors de la bataille de Killiecrankie, où il fut tué, lui a valu de titre de héros de la cause jacobite. Si cette première rébellion jacobite a été un échec, Claverhouse n'en a pas moins été une figure marquante, et en a tiré son second surnom de Bonnie Dundee.

## Biographie

### Jeunesse
La famille Graham de Kincardine descendait de la princesse Marie d'Écosse, seconde fille du roi Robert III d'Écosse,. John Graham est né dans une branche cadette de la famille, ayant acquis la propriété de Claverhouse (en), près de Dundee. Il est le fils aîné de Sir William Graham († 1653) et de Lady Madeline Carnegie († 1675), cinquième fille du John Carnegie, 1er comte de Northesk. Il avait un frère cadet, David, ainsi que deux sœurs. John et David étudièrent à l'université de St Andrews jusqu'en 1661.
William Graham mourut en 1653, et les deux frères furent alors placés sous la tutelle de leurs oncles. En 1660, ils devinrent burgesses (citoyens libres) de Dundee, sans doute à l'instigation de leur oncle paternel George Graham.
John Graham hérita du domaine de Claverhouse vers 1667, à sa majorité. Le domaine comprenait une demeure aujourd'hui démolie, située à Glen Ogilvie, dans les Sidlaw Hills au nord de Dundee, ainsi que le château de Claypotts et une maison à Mill of Mains. En 1669, l'oncle maternel de Graham, David Carnegie, Lord Lour (en), lui obtint un poste de juge de paix pour l'Angus

### Carrière militaire à l'étranger
C'est en 1672 que Graham a commencé sa carrière militaire, en tant que Lieutenant dans le régiment d'écossais de Sir William Lockhart, placé sous le commandement du duc de Monmouth, au service du roi de France Louis XIV. En 1674, Graham occupait le grade de cornette dans la garde de Guillaume d'Orange. Il participa, cette même année, à la Bataille de Seneffe, où il sauva le jeune prince lorsque le cheval de celui-ci tomba dans un terrain marécageux. En récompense de ses actions, Graham reçu la promotion de capitaine de la garde. 
Deux ans plus tard, après l'échec du siège de Maastricht, Graham démissionna et retourna en Écosse. Une lettre de Guillaume d'Orange le recommandait à son oncle et beau-père, le duc d'York, futur Jacques VII d'Écosse.

### Carrière militaire en Écosse
Après son départ de Hollande, Graham fut nommé capitaine par Charles II d'Angleterre et envoyé au sud-ouest de l'Écosse en 1678 afin de réprimer les réunions presbytériennes tenues en plein air, que le roi estimait séditieuses. Sa réputation de répresseur implacable des Covenantaires de Dumfries et Galloway lui gagna le surnom de Bluidy Clavers (« Clavers le sanglant »). Toutefois, les difficultés de la tâche, l'hostilité populaire et l'étendue du pays qu'il devait surveiller étaient des obstacles trop grands pour ce chef d'un petit corps de cavalerie et, malgré ses actions vigoureuses, Graham n'accomplit que peu de choses. Il mena sa mission avec volonté, appliquant toujours les ordres reçus et étant à la fois juge et exécuteur. Ainsi, en 1685, exécuta-t-il sommairement le covenantaire John Brown, qui refusait de reconnaître la suprématie du roi.
Le 1er juin 1679, les Covenantaires mirent en fuite Graham et sa compagnie de dragons à la bataille de Drumclog (en) ; le vicomte se retrancha à Glasgow, qu'il défendit avec succès  jusqu'au 3 juin, où il se dérouta vers Stirling. Rejoint par le duc de Monmouth, l'ensemble de la milice et deux régiments de dragons, les forces royales se heurtèrent de nouveau aux Covenantaires, qu'ils vainquirent, lors de la bataille de Bothwell Brig, le 22 juin de cette même année.
En 1680, Graham retourna à Londres afin de plaider auprès du roi contre la méthode indulgente adoptée par Monmouth contre les Covenantaires les plus extrêmes. Le roi semble avoir été fasciné par son partisan loyal et, à partir de cette année, Graham progressa en rang et en honneur. Dès 1680, il obtint en effet par permission royale la baronnie écossaise du renégat Macdougal de Freuch, ce qui fut confirmé après quelques retards par des ordres du ministre des finances d'Écosse (désigné par Échiquier). 
En janvier 1681, Graham devint sheriff de Wigtown, Dumfries, Kirkcudbright et Annandale. En 1682, il reçut la promotion de colonel d'un nouveau régiment levé en Écosse ; il avait en tête des distinctions encore plus grandes. Ainsi, en janvier 1683, le cas du comte de Lauderdale fut débattu à la chambre des Lords. Lauderdale était propriétaire des terres et des seigneurs de Dundee et Dudhope ; un décret des Lords le condamna en mars 1683 à payer la somme de 72 000 livres. Graham vit une partie des domaines de Lauderdale lui revenir par décret royal, et il fut nommé en mai au conseil privé de la couronne d'Écosse.

### Mariage et ascension
De manière surprenante, Graham épousa en 1674 Lady Jean Cochrane, fille d'une famille fortement Covenantaire.
Peu après la mort de Charles II en 1685, Graham subit une disgrâce temporaire. Renvoyé du conseil privé, il y retourna toutefois dès le mois de mai 1685, bien que sa charge de justice, arrivée à expiration, ne fut pas renouvelée. En 1686, il fut promu au grade de major-général et également nommé Lord Provost de la ville de Dundee. En 1688, il était commandant en second de l'armée du général Douglas, dont l'objectif était d'aider la dynastie déclinante des Stuarts en Angleterre.
C'est en 1688 que le titre de vicomte de Dundee fut créé pour Graham par Jacques VII, alors que l'armée écossaise était en Angleterre.

### La révolution de 1689
Le nouveau vicomte de Dundee retourna en Écosse, anticipant la rencontre de la convention ; il s'efforça aussitôt de raffermir l'allégeance du duc de Gordon, qui tenait le château d'Édimbourg pour le roi. La convention se montrant hostile, Graham envisagea de former une autre convention à Stirling, destinée à siéger au nom de Jacques II, mais le projet fut abandonné devant l'hésitation de ses alliés. Auparavant, le 18 mars, Graham avait quitté Édimbourg à la tête d'une compagnie de cinquante dragons dont la loyauté était sûre ; peu après son départ, les nouvelles de sa rencontre avec le duc de Gordon se répandirent dans la convention. Non sans une certaine confusion, de nombreux ordres furent aussitôt donnés ; le 30 mars, Graham fut publiquement dénoncé comme traître. Ses adversaires consacrèrent la moitié du mois d'avril à tenter de l'arrêter, d'abord à sa résidence de Dudhope, où il s'était retiré à son départ d'Édimbourg, puis à Glen Ogilvy. Graham échappa toutefois à ses poursuivants et se réfugia plus au nord.
En 1689, après que le roi Jacques fut renversé, Graham devint un fervent soutien de la cause des Stuart. Le nouveau vicomte de Dundee éleva d'ailleurs leur étendard sur le Dundee Law en marque de son soutien à la cause jacobite. Il rallia des partisans à la cause durant quatre mois, dans l'espoir que le roi Jacques revienne d'Irlande. Ses biographes contemporains, et particulièrement Andrew Murray Scott, considèrent que le talent de diplomate de Graham égalait son charisme de leader.
La plus grande victoire militaire de Dundee fut la bataille de Killiecrankie, livrée le 27 juillet 1689 contre les forces de Guillaume III d'Angleterre, l'ancien Guillaume d'Orange, menées par le général Hugh Mackay (en). Scott estime que la mort de Claverhouse au moment de la victoire, lorsqu'il mena la charge jacobite du haut de la colline, au coucher du soleil, fut le dernier acte désespéré d'un homme se sachant trahi par Melfort, le conseiller du roi, et tentant de compenser ce manque de soutien. Les Highlanders obtinrent une victoire totale, mais leur chef, alors qu'il les encourageait, reçu une balle de mousquet sous sa cuirasse et tomba de cheval, mourant. La légende veut que Graham ait alors demandé à un soldat : « Comment fut la journée ? ». Celui-ci lui aurait répondu « Bien pour le roi Jacques, mais je suis navré pour votre seigneurie. », et les derniers mots de Graham auraient été : « Si cela va bien pour lui, c'est moins important pour moi. »
La bataille, désastreuse pour les forces du gouvernement, marqua en réalité la fin de l'insurrection, car celui qui avait mené la rébellion jusque-là n'était plus présent pour continuer à la guider. La mort de Dundee, dans la confusion d'une charge de cavalerie, servit de support à de nombreuses légendes ; la plus répandue de celles-ci est que le vicomte était invulnérable aux balles et qu'il fut tué par un bouton en argent de son propre manteau.
John Graham, vicomte de Dundee, mourut sur le champ de bataille, mais son corps fut transporté à l'église Saint-Bride pour y être enterré, à quelques kilomètres de là. Une pierre de la crypte célèbre son souvenir ; son âge y est indiqué, de manière erronée, de 46 ans, alors que Dundee n'était âgé que de 41 ans lors de sa mort.
Le surnom de Bonnie Dundee (ou Bonny Dundee, « le beau Dundee ») apparut quelques années après la disparition du vicomte.

### Traduction
- (en) Cet article est partiellement ou en totalité issu de l’article de Wikipédia en anglais intitulé « John Graham, 1st Viscount Dundee » (voir la liste des auteurs).